# Javier Fernández Cabrera
Javier Fernández Cabrera Martín Peñato (Madrid, España, 4 de octubre de 1984) es un entrenador español. Actualmente dirige la selección de fútbol de Bangladés. Cabrera es entrenador con Licencia UEFA Pro con amplia experiencia en proyectos de fútbol tanto profesional como de base. Cabrera también tiene reputación como analista de fútbol. Cabrera tiene la experiencia de trabajar como analista experto para Opta Sports y también tiene una licenciatura en fútbol y publicidad y marketing.

## Carrera como entrenador
| "Definitivamente queremos mejorar la clasificación. Creo que tenemos el nivel para mejorar la clasificación. Cuando pueda comunicar y transmitir mi pensamiento a los jugadores, estoy seguro de que seremos un equipo mejor clasificado".—-Cabrera durante su primera entrevista como entrenador en jefe de Bangladés. |

Cabrera trabajó como director técnico y como entrenador asistente del Sporting Clube de Goa de la India, de 2013 a 2015. En 2016, fue nombrado entrenador del club español CF Rayo Majadahonda y pasó un año entrenando al equipo, antes de dejar el club en 2017. Además, fue entrenador en jefe de la Academia del FC Barcelona en el Northern Virginia durante 4 meses en 2018. Desde 2018, Cabrera actuó como entrenador de la Academia Elite del Deportivo Alavés de La Liga, antes de convertirse en el entrenador en jefe del equipo selección de fútbol de Bangladés en enero de 2022.

### Selección de fútbol de Bangladés
El 19 de enero de 2022, Cabrera finalizó la firma de su contrato y fue nombrado oficialmente entrenador de la Selección de fútbol de Bangladés. Al firmar el contrato, la primera tarea de Cabrera fue observar los entrenamientos de todos los equipos de la liga Premier de Bangladés, con el fin de buscar nuevos talentos.